# NGC 803
NGC 803 (również PGC 7849 lub UGC 1554) – galaktyka spiralna (Sc), znajdująca się w gwiazdozbiorze Barana. Odkrył ją William Herschel 15 października 1784 roku.